# Matilde Villa
Matilde Villa (Lissone, 9 dicembre 2004) è una cestista italiana, playmaker della Reyer Venezia.

## Carriera

### Club
Nata a Lissone, a 6 anni inizia a praticare il minibasket in una squadra locale, nella quale giocava già il fratello maggiore Edoardo, insieme alla sorella gemella Eleonora.
È cresciuta nelle giovanili della Costa Masnaga, condividendo ancora il parquet assieme alla sorella Eleonora. Debutta in prima squadra a soli 14 anni il 6 ottobre 2019, nella sconfitta per 83 a 77 contro Vigarano valida come prima giornata della Serie A1 2019-2020, giocando 7 minuti. Conclude la sua prima stagione da professionista nella massima serie, terminata anzitempo a causa della pandemia di Covid-19, con delle medie di 8.4 punti, 2.5 rimbalzi e 2 assist a partita, e mette a segno il suo massimo stagionale di punti e rimbalzi (rispettivamente 21 e 7) il 16 febbraio 2020 nella sfida casalinga vinta contro la Virtus Bologna.
Si fa notare dal grande pubblico e dai media il 28 novembre 2020, grazie alla grandissima prestazione nella partita vinta per 76 a 57 contro la Dinamo Sassari, dove mette a referto 36 punti 8 rimbalzi e 4 assist non avendo ancora compiuto 16 anni. Conclude la stagione 2020/21 con una media di 15.4 punti (8° a livello assoluto, prima delle italiane), 4.6 rimbalzi e 5 assist a partita e l'eliminazione ai quarti di finale dei play-off.
Il 15 aprile 2024 è stata selezionata al terzo giro del Draft WNBA dalle Atlanta Dream con la 32ª chiamata assoluta.

### Nazionale
Il 14 novembre 2021 ha debuttato con la nazionale maggiore, all'età di 16 anni, 10 mesi e 31 giorni (diventando così la quinta più giovane esordiente della storia delle Azzurre), in occasione della partita di qualificazione all'Eurobasket 2023 vinta per 82-48 contro il Lussemburgo, segnando 4 punti.

## Statistiche

### Presenze e punti nei club
Statistiche aggiornate al 24 maggio 2025
| Stagione        | Squadra                      | Competizione | Partite | Partite | Partite | Statistiche tiro | Statistiche tiro | Statistiche tiro | Altre statistiche | Altre statistiche | Altre statistiche | Altre statistiche | Altre statistiche |
| Stagione        | Squadra                      | Competizione | Pres.   | Titol.  | Minuti  | Tiri da 2        | Tiri da 3        | Liberi           | Rimb.             | Assist            | Rubate            | Stopp.            | Punti             |
| --------------- | ---------------------------- | ------------ | ------- | ------- | ------- | ---------------- | ---------------- | ---------------- | ----------------- | ----------------- | ----------------- | ----------------- | ----------------- |
| 2019-2020       | Limonta Basket Costa Masnaga | Serie A1     | 19      |         |         | 49/92            | 13/38            | 22/33            | 48                | 36                | 19                | 5                 | 159               |
| 2020-2021       | Limonta Basket Costa Masnaga | Serie A1     | 28      |         | 892     | 153/321          | 15/60            | 80/97            | 129               | 139               | 47                | 13                | 431               |
| 2021-2022       | Limonta Basket Costa Masnaga | Serie A1     | 26      |         |         | 133/300          | 14/80            | 91/116           | 148               | 127               | 41                | 3                 | 399               |
| 2022-2023       | Reyer Venezia                | Serie A1     | 31      |         |         | 77/146           | 11/47            | 80/97            | 65                | 78                | 30                | 2                 | 233               |
| 2023-2024       | Reyer Venezia                | Serie A1     | 31      |         |         | 100/189          | 22/56            | 49/67            | 76                | 91                | 37                | 4                 | 315               |
| 2024-2025       | Reyer Venezia                | Serie A1     | 31      |         |         | 111/206          | 24/50            | 50/67            | 86                | 103               | 33                | 9                 | 344               |
| Totale carriera |                              |              |         |         |         |                  |                  |                  |                   |                   |                   |                   |                   |

### Cronologia presenze e punti in nazionale
Aggiornate al 25 maggio 2025.
| Cronologia completa delle presenze e dei punti in Nazionale - Italia | Cronologia completa delle presenze e dei punti in Nazionale - Italia | Cronologia completa delle presenze e dei punti in Nazionale - Italia | Cronologia completa delle presenze e dei punti in Nazionale - Italia | Cronologia completa delle presenze e dei punti in Nazionale - Italia | Cronologia completa delle presenze e dei punti in Nazionale - Italia | Cronologia completa delle presenze e dei punti in Nazionale - Italia | Cronologia completa delle presenze e dei punti in Nazionale - Italia |
| Data                                                                 | Città                                                                | In casa                                                              | Risultato                                                            | Ospiti                                                               | Competizione                                                         | Punti                                                                | Note                                                                 |
| -------------------------------------------------------------------- | -------------------------------------------------------------------- | -------------------------------------------------------------------- | -------------------------------------------------------------------- | -------------------------------------------------------------------- | -------------------------------------------------------------------- | -------------------------------------------------------------------- | -------------------------------------------------------------------- |
| 14-11-2021                                                           | Faenza                                                               | Italia                                                               | 82 - 48                                                              | Lussemburgo                                                          | Qual. Euro 2023 - Girone H                                           | 4                                                                    |                                                                      |
| 9-2-2023                                                             | Lussemburgo                                                          | Lussemburgo                                                          | 51 - 109                                                             | Italia                                                               | Qual. Euro 2023 - Girone H                                           | 3                                                                    |                                                                      |
| 23-5-2023                                                            | Vigo                                                                 | Cina                                                                 | 63 - 62                                                              | Italia                                                               | Amichevole                                                           | 0                                                                    |                                                                      |
| 24-5-2023                                                            | Vigo                                                                 | Spagna                                                               | 55 - 44                                                              | Italia                                                               | Amichevole                                                           | 2                                                                    |                                                                      |
| 2-6-2023                                                             | Atene                                                                | Croazia                                                              | 57 - 82                                                              | Italia                                                               | Amichevole                                                           | 8                                                                    |                                                                      |
| 3-6-2023                                                             | Atene                                                                | Grecia                                                               | 40 - 93                                                              | Italia                                                               | Amichevole                                                           | 4                                                                    |                                                                      |
| 10-6-2023                                                            | Pordenone                                                            | Italia                                                               | 65 - 70                                                              | Germania                                                             | Amichevole                                                           | 2                                                                    |                                                                      |
| 14-6-2023                                                            | Tel Aviv                                                             | Italia                                                               | 58 - 61                                                              | Rep. Ceca                                                            | EuroBasket 2023 - Primo turno, Gruppo B                              | 4                                                                    |                                                                      |
| 18-6-2023                                                            | Tel Aviv                                                             | Belgio                                                               | 72 - 64                                                              | Italia                                                               | EuroBasket 2023 - Primo turno, Gruppo B                              | 0                                                                    |                                                                      |
| 19-6-2023                                                            | Tel Aviv                                                             | Montenegro                                                           | 63 - 49                                                              | Italia                                                               | EuroBasket 2023 - Ottavi di finale                                   | 4                                                                    |                                                                      |
| 9-11-2023                                                            | Vigevano                                                             | Italia                                                               | 76 - 67                                                              | Grecia                                                               | Qual. Euro 2025 - Gruppo I                                           | 10                                                                   |                                                                      |
| 12-11-2023                                                           | Amburgo                                                              | Germania                                                             | 53 - 70                                                              | Italia                                                               | Qual. Euro 2025 - Gruppo I                                           | 17                                                                   |                                                                      |
| 7-11-2024                                                            | Genova                                                               | Italia                                                               | 68 - 47                                                              | Rep. Ceca                                                            | Qual. Euro 2025 - Gruppo I                                           | 6                                                                    |                                                                      |
| 10-11-2024                                                           | Calcide                                                              | Grecia                                                               | 56 - 45                                                              | Italia                                                               | Qual. Euro 2025 - Gruppo I                                           | 14                                                                   |                                                                      |
| 6-2-2025                                                             | Faenza                                                               | Italia                                                               | 79 - 60                                                              | Germania                                                             | Qual. Euro 2025 - Gruppo I                                           | 7                                                                    |                                                                      |
| 9-2-2025                                                             | Brno                                                                 | Rep. Ceca                                                            | 74 - 69                                                              | Italia                                                               | Qual. Euro 2025 - Gruppo I                                           | 7                                                                    |                                                                      |
| 23-5-2025                                                            | Mons                                                                 | Belgio                                                               | 83 - 70                                                              | Italia                                                               | Amichevole                                                           | 13                                                                   |                                                                      |
| Totale                                                               |                                                                      | Presenze                                                             | 17                                                                   |                                                                      | Punti                                                                | 105                                                                  |                                                                      |

## Palmarès

### Club
- Campionato italiano: 1

Reyer Venezia: 2023-24
- Supercoppa italiana: 1

Reyer Venezia: 2024

### Individuale
- Premio Reverberi (Miglior giocatrice Under22): 2022-2023 [4]
- Premio Reverberi (Miglior giocatrice): 2023-2024 [5]